# Gewöhnliche Steinplattenspinne
Die Gewöhnliche Steinplattenspinne oder Stein-Mausspinne (Drassodes lapidosus) ist eine Spinne aus der Familie der Plattbauchspinnen (Gnaphosidae). Sie ist paläarktisch verbreitet und bewohnt als grundsätzlich xerothermophile (trockene warme Lebensräume bevorzugende), jedoch sehr anpassungsfähige Art, eine Vielzahl offene und trockene ebenso wie feuchte Habitate (Lebensräume). Eine Synanthropie (Anpassung an menschliche Siedlungen) ist bei der Spinne ausgeprägt, daher kommt sie auch in und an Gebäuden sowie Gartenanlagen vor. Sie ist die größte Art der Steinplattenspinnen (Drassodes) und fällt auch im Vergleich mit vielen anderen Vertretern der Familie durch ihre Größe auf. Die Färbung ist überwiegend blass- bis graugelb. Bisse der Gewöhnlichen Steinplattenspinne beim Menschen sind überliefert. Der Biss gilt zwar als schmerzhaft, ruft jedoch keine medizinisch relevanten Folgen hervor.
Wie alle Arten der Gattung ist die Gewöhnliche Steinplattenspinne nachtaktiv und verbirgt sich am Tag in einem Wohngespinst. Sie erlegt Beutetiere als aktiver Laufjäger, also ohne ein Spinnennetz. Dabei passt sie  ihre Jagdweise der Größe des Beutetiers an. Daher steht ihr ein relativ großes Beutespektrum zur Verfügung. Dieses setzt sich aus verschiedenen Gliederfüßern zusammen auch solchen, die deutlich größer als sie selbst sein können. Sie überwältigt auch andere wehrhafte Beutetiere wie zum Beispiel größere Spinnen.
Bei der Gewöhnlichen Steinplattenspinne geht der Paarung je nach Situation eine wenig ausgeprägte Balz voraus. Das Männchen sucht anfangs den Unterschlupf eines noch unreifen Weibchens auf. Letzteres betreibt Brutpflege und legt einige Zeit nach der Begattung einen Eikokon an, der in einem Brutgespinstsack bewacht wird. Sonst ist der Lebenszyklus der Art unerforscht.

## Merkmale

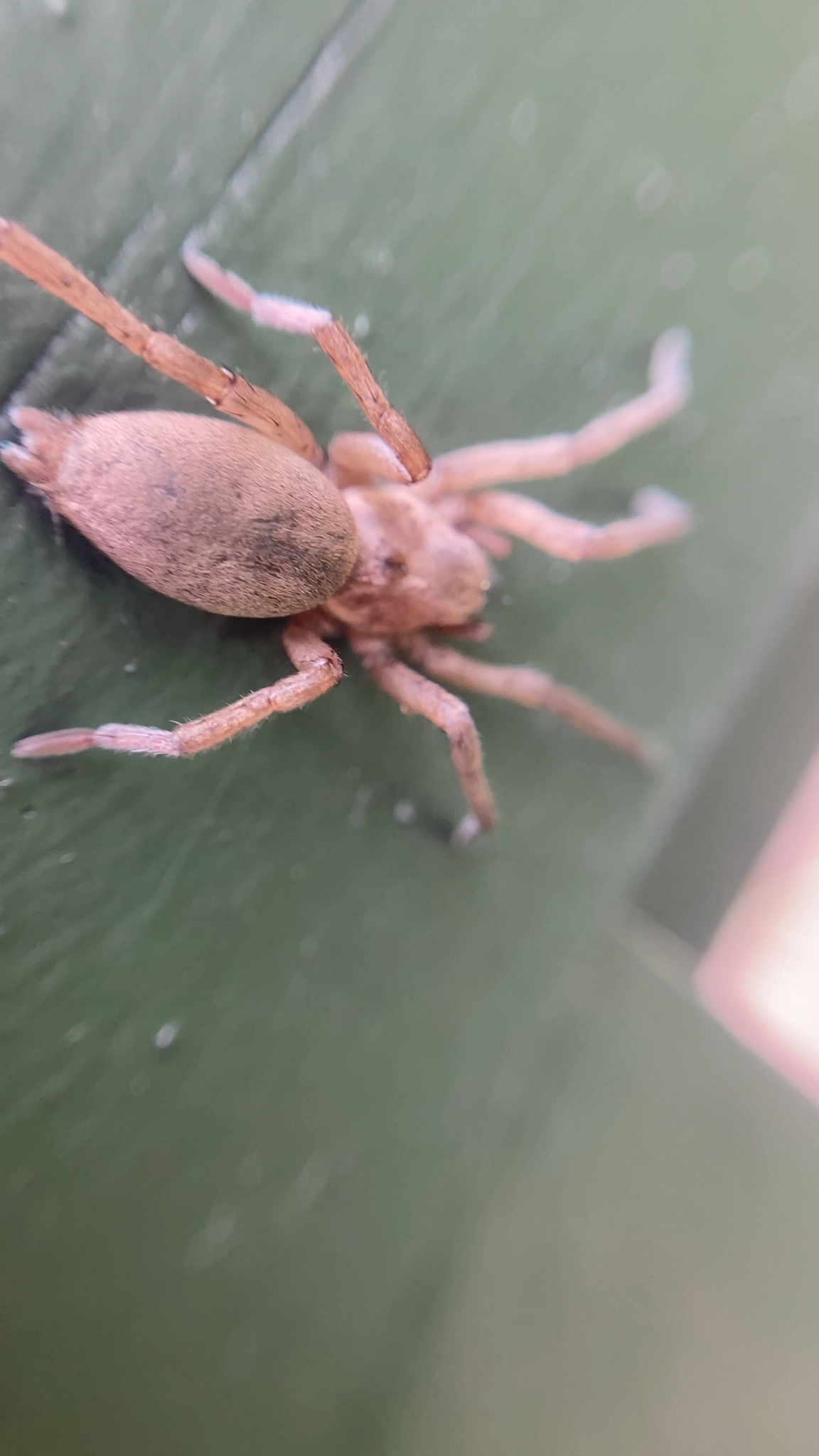
Rückansicht eines Weibchens mit fehlendem Bein

Das Weibchen der Gewöhnlichen Steinplattenspinne erreicht laut Gershom Levy (2004) eine Körperlänge von 9,9 bis 23,2, das Männchen von 7,2 bis zu 13,5 Millimetern. Damit handelt es sich um die größten Vertreter der Steinplattenspinnen (Drassodes) und auch um einen vergleichsweise großen der Plattbauchspinnen (Gnaphosidae). Der Körperbau der Art ist weitgehend identisch mit dem anderer Arten aus der Gattung.
Das Prosoma (Vorderkörper) hat eine gelb- bis rotbraune Grundfarbe und ist mit vergleichsweise breiten und kurzen Setae (chitinisierten Haaren) bedeckt. Der Carapax (Rückenschild des Prosomas) weist marginal (randseitig) einen dunklen Saum auf und der vordere Teil des cephalen (am Kopf gelegenen) Bereichs sowie die Cheliceren (Kieferklauen) sind etwas dunkler als der Rest des Prosomas. Auch die Maxillae (umgewandelte Coxen bzw. Hüftglieder der Pedipalpen) und das Labium (sklerotisierte Platte zwischen den Maxillae und vor dem Sternum) sind etwas dunkler gefärbt.
Die Färbung des Sternums (Brustschild des Prosomas) entspricht der des restlichen Prosomas, fällt aber etwas dunkler aus. Auch die Färbung der Beine ist mit Ausnahme ihrer leicht helleren Unterseite mit der des Prosomas identisch. Das Opisthosoma (Hinterleib) besitzt eine graubraune Grundfärbung und ist wie das Prosoma mit dicken kurzen Härchen überzogen. Gelegentlich hat es ein schwach erkennbares, etwas dunkleres Mal im anterioren (vorderen) Bereich.

### Sexualdimorphismus

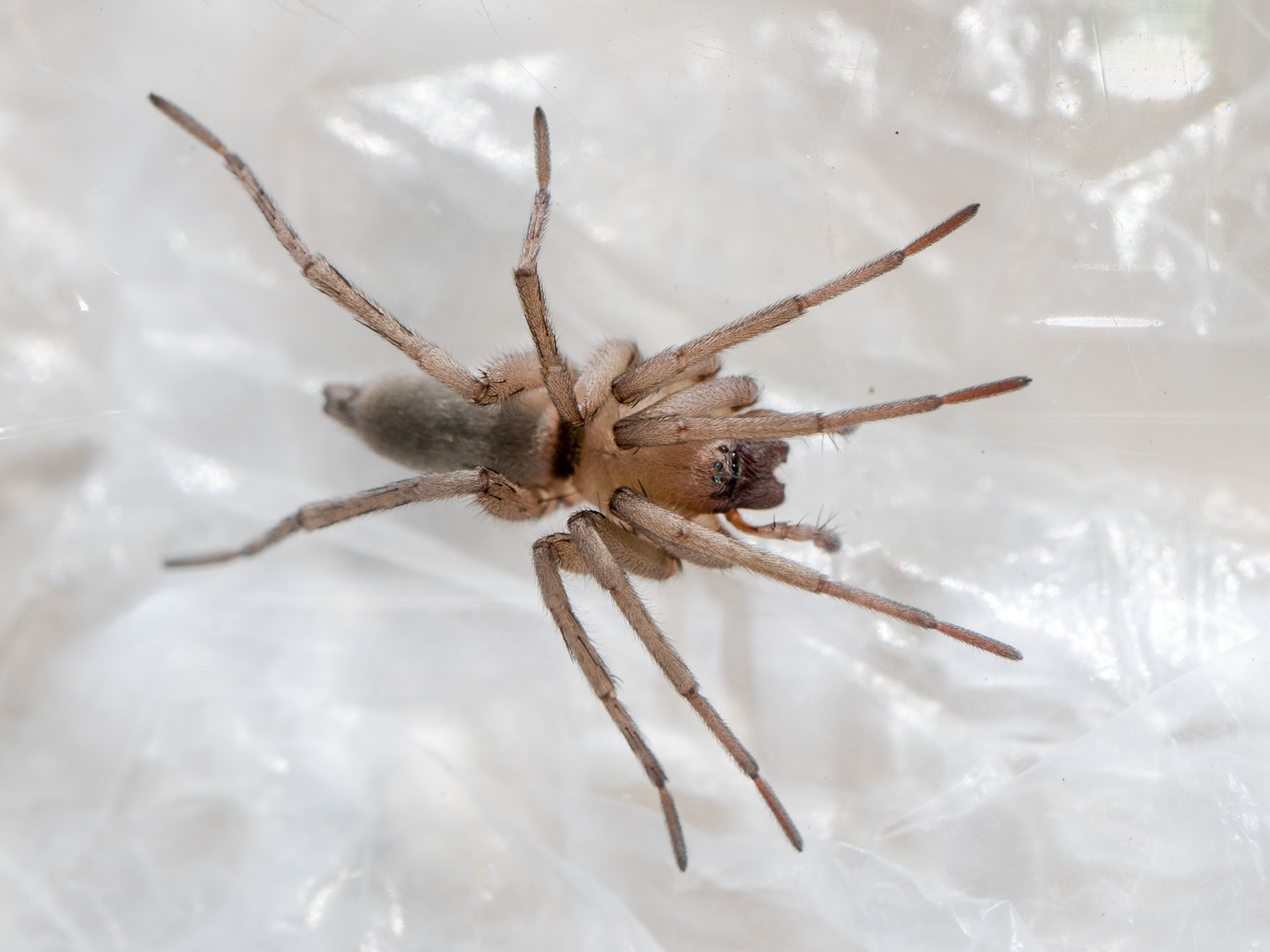
Männchen

Wie viele Spinnen weist auch die Gewöhnliche Steinplattenspinne einen ausgeprägten Sexualdimorphismus auf. Diese Unterschiedlichkeit der Geschlechter macht sich nicht nur bei den Dimensionen, sondern vor allem auch bei der Bezahnung der Cheliceren bemerkbar. Beide Geschlechter besitzen dort promarginal (innen vorderseitig) je drei Zähne. Beim Männchen sind dies ein großer distaler (von der Körpermitte entfernt liegender) und zwei kleinere proximale (zur Körpermitte gelegene) Zähne. Außerdem sind beim Männchen die Femora (Schenkel) und die Patellae (Glieder zwischen Femora und Tibien) der Pedipalpen (umgewandelte Extremitäten im Kopfbereich) schlank, gleich breit gebaut und verlaufen an beiden den Seiten parallel. Beim Weibchen ist einer von den drei promarginalen Zähnen an den Cheliceren einer proximal angelegt und größer als die beiden anderen. Daneben gibt es zusätzlich an jeder Chelicere zwei retromarginale (innen vorderseitige) Dentikel (zahnartige Gebilde).
|                                                             | Maximale Maße | Maximale Maße |
| Männchen                                                    | Weibchen      |               |
| ----------------------------------------------------------- | ------------- | ------------- |
| Maße des Prosomas                                           |               |               |
| Länge des Carapax                                           | 3,8 bis 6,2   | 4,4 bis 8,2   |
| Breite des Carapax                                          | 2,7 bis 4,6   | 3,2 bis 5,8   |
| Index des Carapax 1                                         | 1,35 bis 1,41 | 1,3 bis 1,4   |
| Index des Clypeus 1                                         | 1,3 bis 2     | 1,5 bis 2     |
| Index des Labiums 1                                         | 1,41 bis 1,55 | 1,38 bis 1,5  |
| Maße der Extremitäten                                       |               |               |
| Länge des ersten Beinpaars                                  | 13,1 bis 18,9 | 11,3 bis 19,2 |
| Länge des zweiten Beinpaars                                 | 12,4 bis 17,2 | 10,6 bis 17,8 |
| Länge des dritten Beinpaars                                 | 10,8 bis 14,8 | 9,6 bis 15,9  |
| Länge des vierten Beinpaars                                 | 14 bis 19,5   | 13,1 bis 21,9 |
| Index des Abschnitts zwischen den Patellae und den Tibien 1 | 1,1 bis 1,3   | 0,84 bis 1,03 |

Ansichten von Männchen
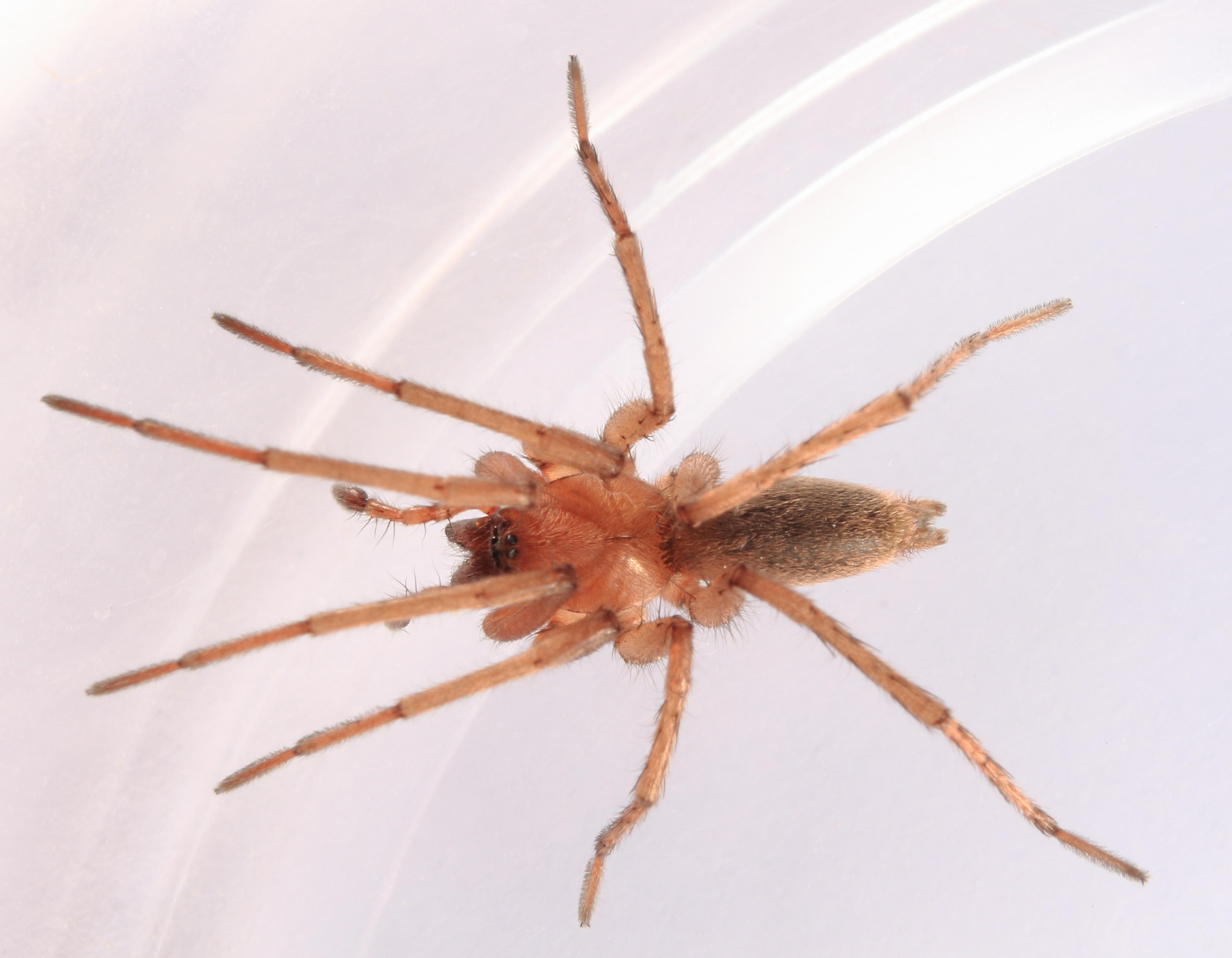
Dorsalansicht
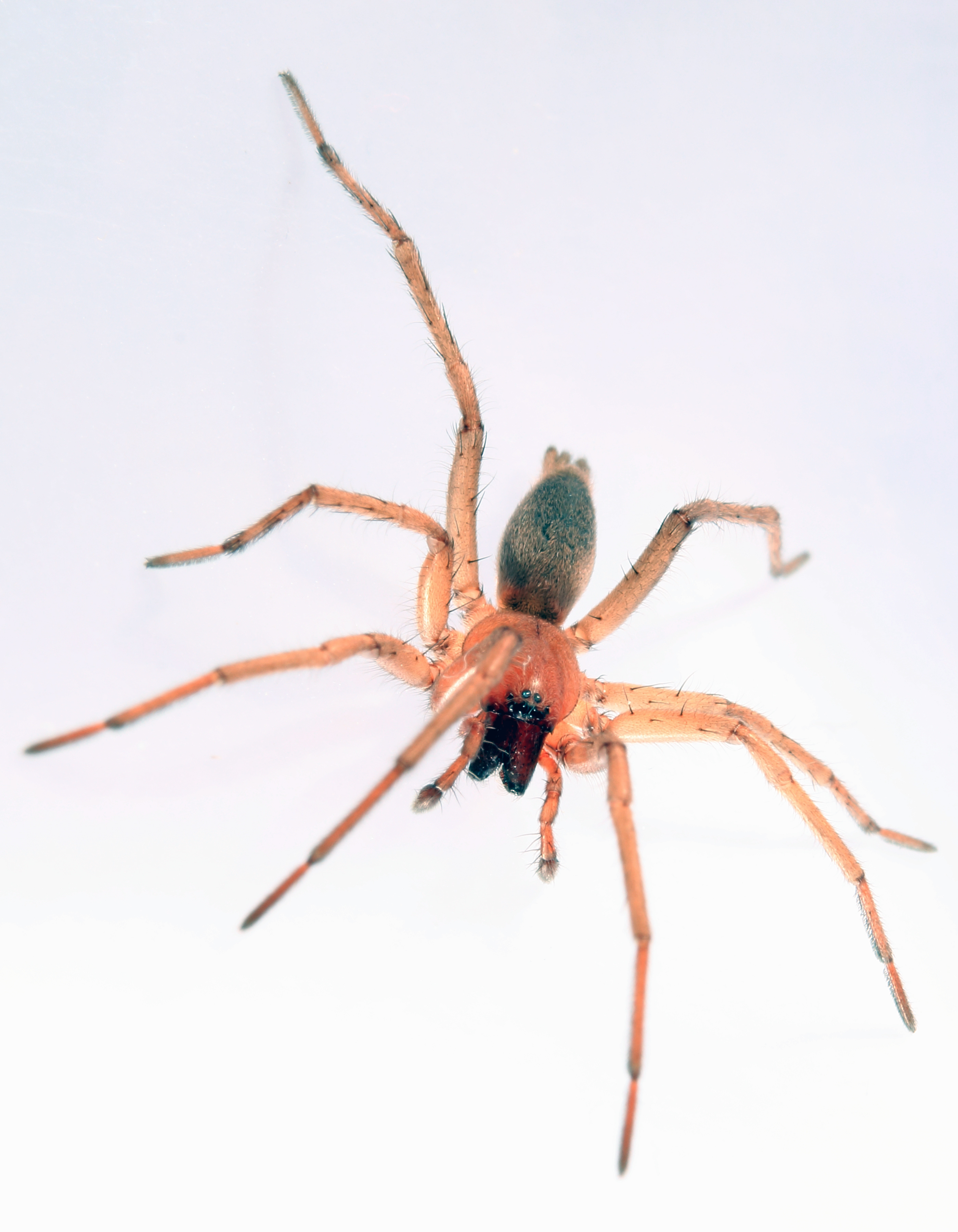
Frontalansicht
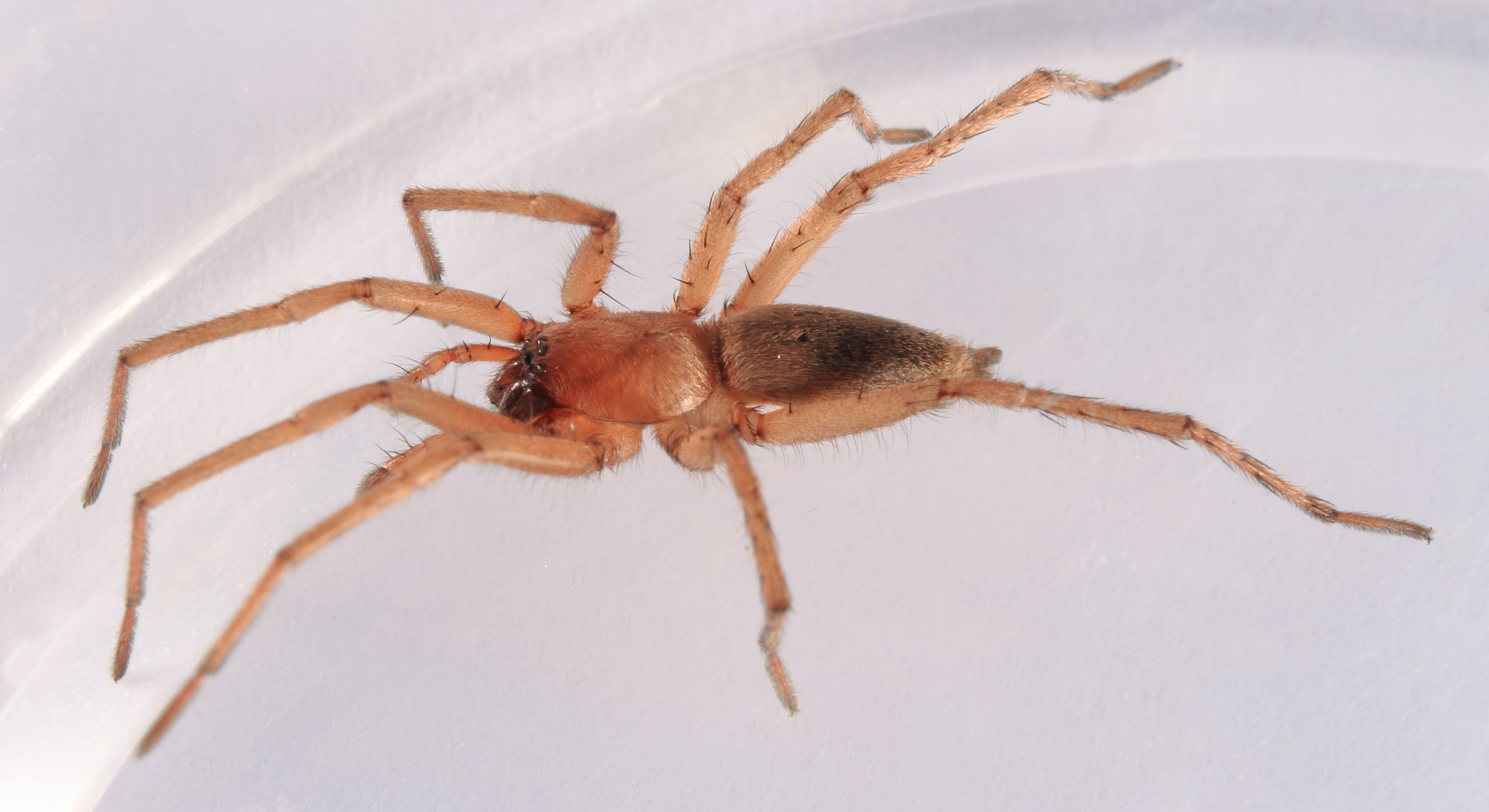
Lateralansicht
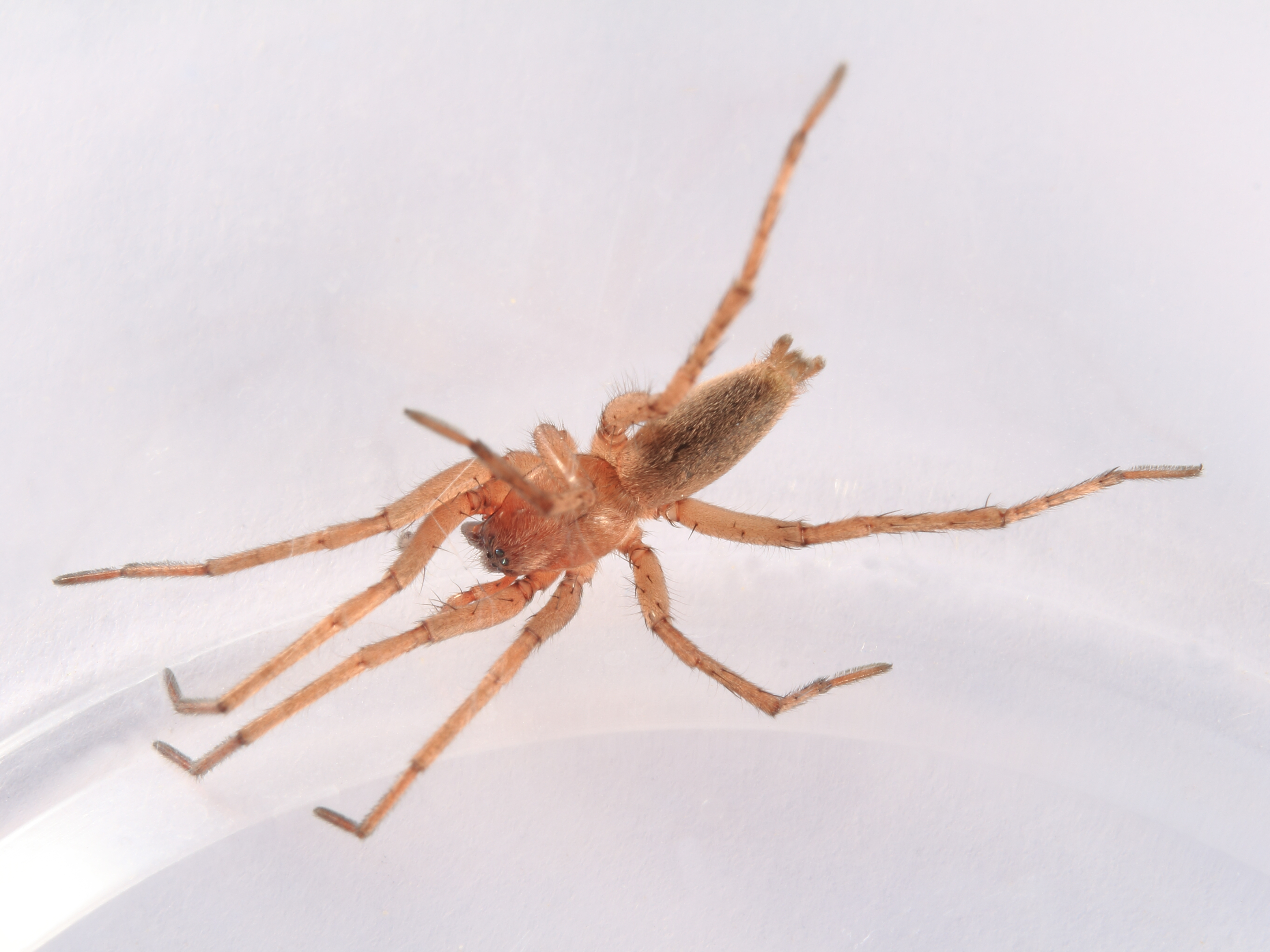
Rückansicht

### Genitalmorphologische Merkmale

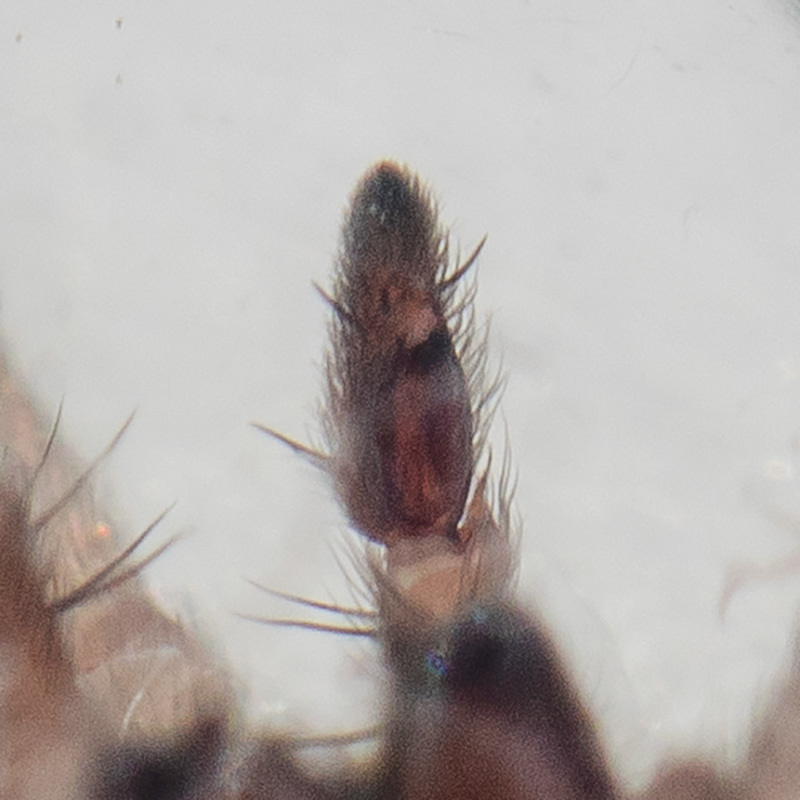
Einzelner Bulbus eines Männchens

Die Pedipalpen des Männchens haben je eine lange Apophyse (Fortsatz) an den Tibien (Schienen) mit einer Projektion (Vorsprung), die ventral betrachtet kräftig und länglich, in der lateralen (seitlichen) Ansicht jedoch teilweise kegelförmig erscheint. sonst sind diese Apophysen kurz und marginal glatt. Das Cymbium (erstes und vorderes Sklerit bzw. Hartteil) eines einzelnen Bulbus (männliches Geschlechtsorgans) ist bei der Art vergleichsweise lang. Der Embolus (drittes und letztes Sklerit des Bulbus) ist eher kurz und dünn. Sein filamentöser (fadenartiger) Bereich springt auf halber Höhe des Tegulums (zweites und mittleres Sklerit des Bulbus) aus.
Die Epigyne (weibliches Geschlechtsorgan) des Weibchens ist unter anderem durch ihr breites, lateral angelegtes Becken charakterisiert. Sie besitzt median ein breites, fast gerade kantiges und trapezförmiges Septum (Trennwand), das sich in anteriore Richtung allmählich verjüngt. Die Einführgänge sind sklerotisiert (verhärtet), median angelegt, von halbkreisförmiger Gestalt und retrolateral (hinten seitlich) ausgerichtet. Die Vulva ist mit gebogenen Spermatheken (Samentaschen) ausgestattet, die sich bis hinter das laterale Becken der Epigyne erstrecken.

### Habituelle Differenzierung von anderen mitteleuropäischen Steinplattenspinnen
Grundsätzlich ähneln sich vom Habitus (Erscheinungsbild) her alle Steinplattenspinnen (Drassodes) einander so sehr, dass sie am Sichersten anhand ihrer genitalmorphologischen Merkmale voneinander unterschieden werden können. Die Art kann sehr leicht mit den anderen drei in Mitteleuropa vorkommenden Arten der Gattung verwechselt werden.
Die meisten Gemeinsamkeiten hat die Gewöhnliche Steinplattenspinne mit der Kupfernen Steinplattenspinne (D. cupreus); beide Arten lassen sich anhand ihrer einander ähnelnden Genitalien differenzieren. Die Männchen beider Vertreter können anhand ihrer Bulbi voneinander unterschieden werden, wenn diese ventral betrachtet werden. Das Cymbium der Kupfernen Steinplattenspinne fällt kürzer als das der Gewöhnlichen Steinplattenspinne aus, wobei der distale Teil bei letzterer Art länger oder mindestens genauso lang wie der Alveolus (Grube) des Tegulums ist, während er bei der anderen kürzer als der Alveolus ausfällt. Außerdem ist der Embolus der Kupfernen Steinplattenspinne weniger gerade verlaufend und geringfügig länger als der der Gewöhnlichen Steinplattenspinne. Darüber hinaus kann die Bezahnung der Cheliceren der Männchen beider Arten zur Unterscheidung herangezogen werden, da das Männchen der Kupfernen Steinplattenspinne je zwei große, gut voneinander getrennte Zähne retromarginal an den Cheliceren aufweist.
Die Epigynen der Gewöhnlichen und der Kupfernen Steinplattenspinnen können in ihrer Gestalt sehr variieren, was eine Bestimmung der Weibchen beider Arten aufgrund der großen Ähnlichkeiten ihrer Genitalorgane stark erschweren kann. Am sichersten lassen sie sich anhand ihrer beiden Paare von Spermatheken unterscheiden. Bei der Kupfernen Steinplattenspinne sind die beiden Spermatheken des posterioren (hinteren) Paares breiter als die des anterioren, während bei der Gewöhnlichen Steinplattenspinne das Gegenteil der Fall ist. Außerdem haben beide Arten im Bereich der Epigyne einen zentral angelegten, zungenförmigen Prozess (Fortsatz), bei dem bei letzterer Art die Breite des posterioren Bereichs im Verhältnis zur Gesamtbreite der Epigyne höher als bei der Gewöhnlichen Steinplattenspinne ausfällt.
Ein weiterer Verwechslungskandidat der Gewöhnlichen Steinplattenspinne in Mitteleuropa ist die Haarige Steinplattenspinne (D. pubescens), diese bleibt jedoch meist deutlich kleiner und kann außerdem heller als die Gewöhnliche Steinplattenspinne gefärbt sein. Ein Bulbus dieser Art hat eine vergleichsweise große distale Apophyse, die den Embolus teilweise verdeckt. Die Epigyne besitzt sich fast in der Mitte berührende Leisten.
Ähnlichkeiten weist die Gewöhnliche Steinplattenspinne auch mit der vierten in Mitteleuropa vorkommenden Art der Gattung, der Struppigen Steinplattenspinne (D. villosus) auf, die aber ebenfalls kleiner bleibt und meist eher kräftiger braun gefärbt ist. Ein einzelner Pedipalpus hat beim Männchen dieser Art eine hakenförmige distale Apophyse und die Tibialapophyse einen gezähnten Rand, während der Embolus eher klein ausfällt. Die Epigyne besitzt einen zentralen, trapezförmigen Bereich, der breiter als lang ist.

Ähnliche Steinplattenspinnen (Drassodes)
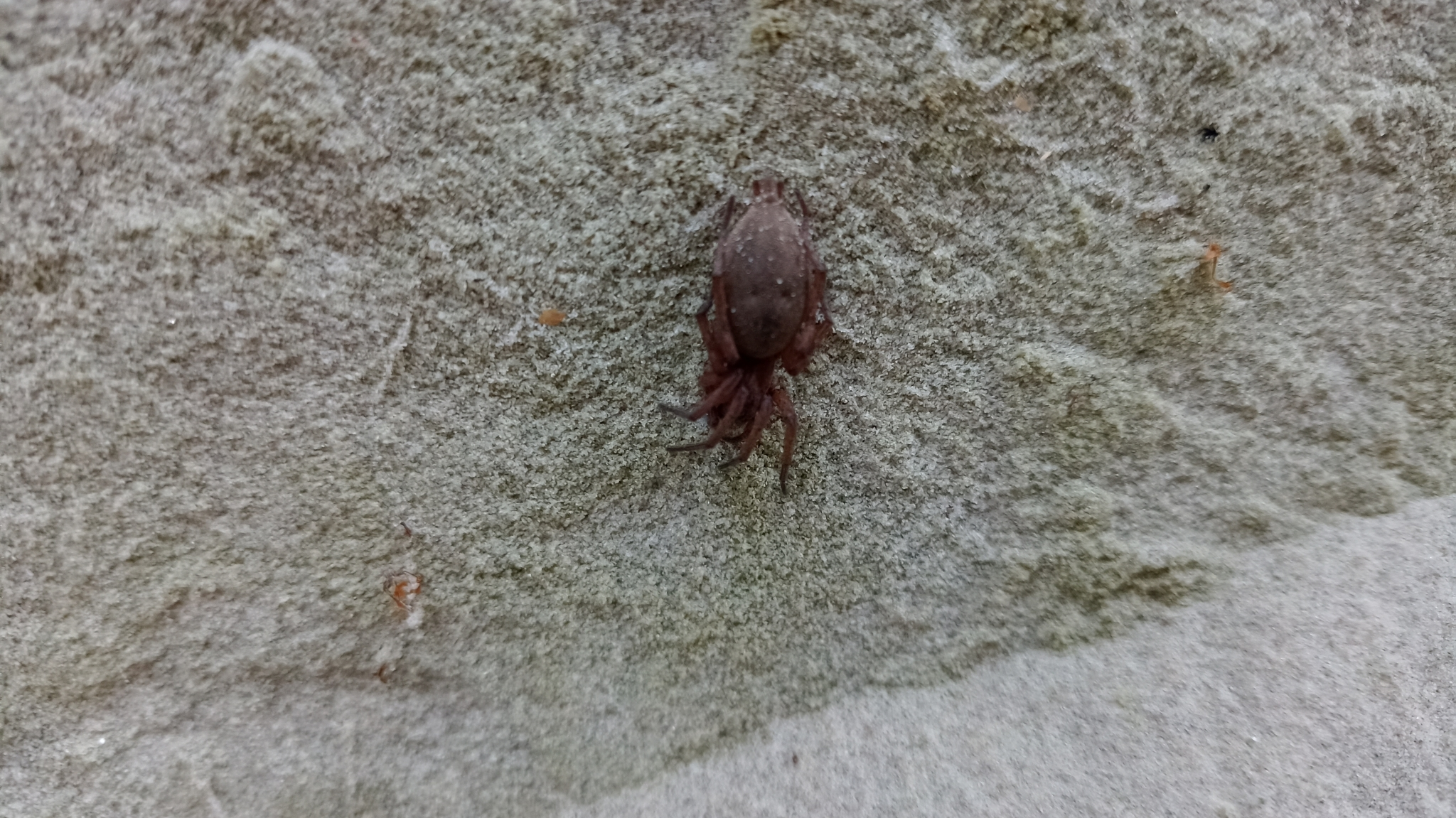
Weibchen …
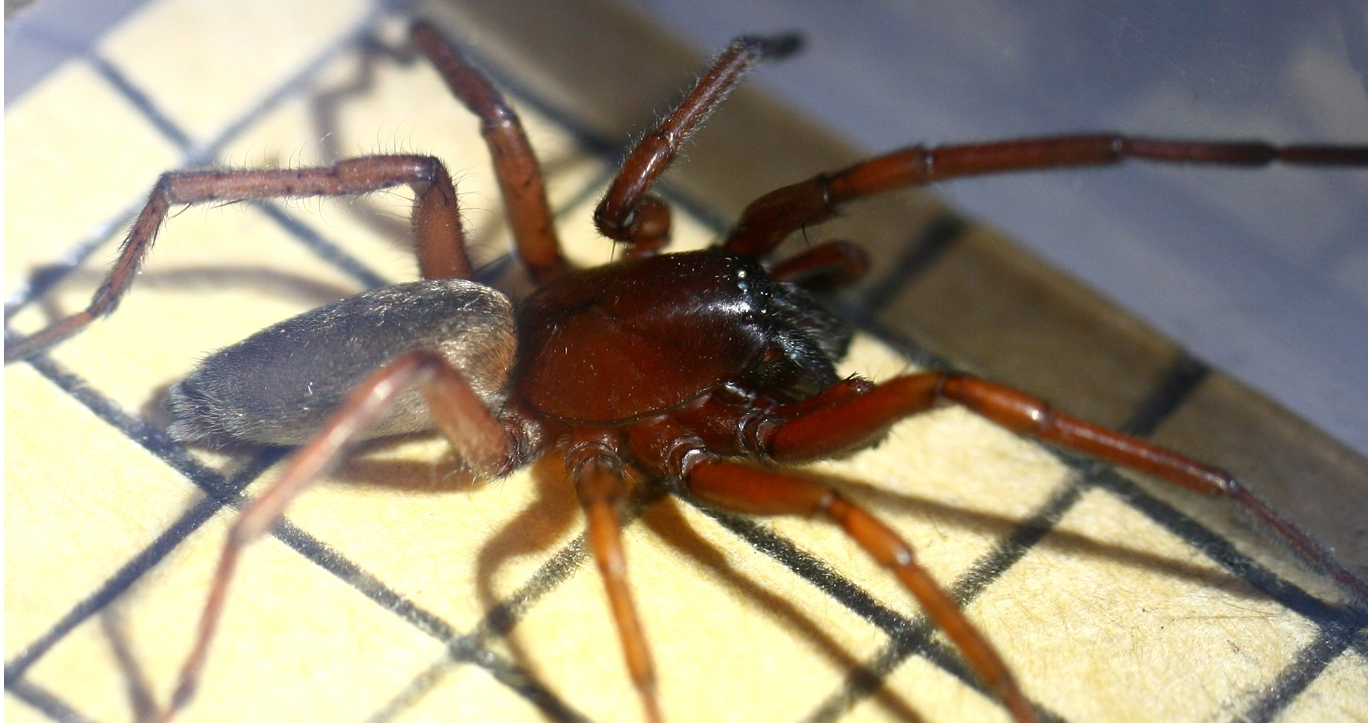
… und Männchen der Kupfernen Steinplattenspinne (D. cupreus).
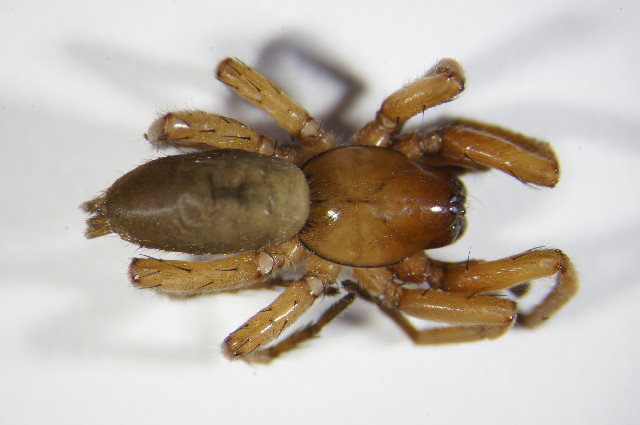
Präpariertes Weibchen …
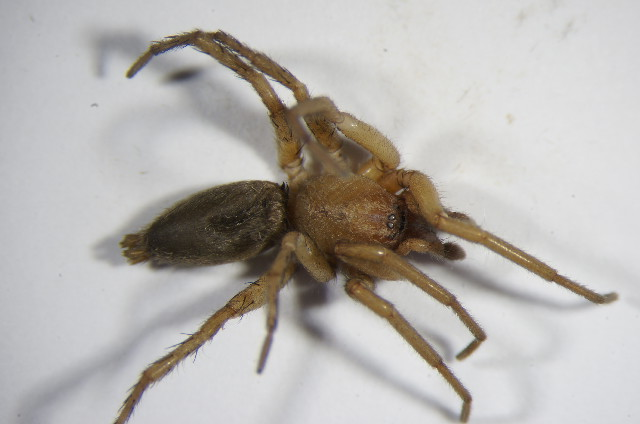
… und Männchen der Haarigen Steinplattenspinne (D. pubescens) in der Zoologischen Staatssammlung München.

## Vorkommen

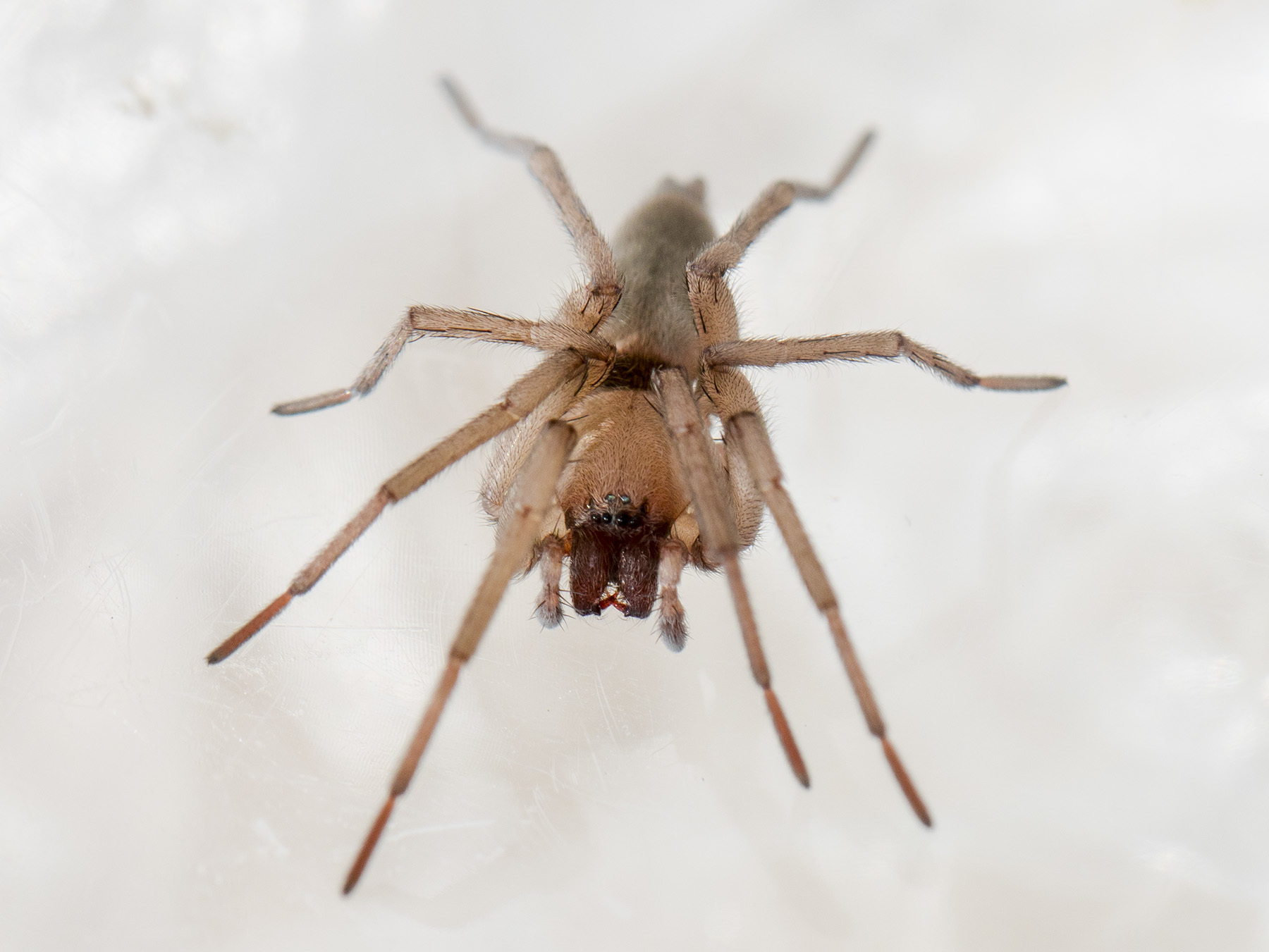
Männchen, gefunden in der Provinz Almaty in Kasachstan.

Das Verbreitungsgebiet der Gewöhnlichen Steinplattenspinne erstreckt sich von den Azoren über Europa, den Maghreb, die Türkei, Kaukasien, Russland (Europa bis zum Fernen Osten), Israel, den Iran, Zentralasien, China, Korea und Japan. Auch in Europa ist die Art flächendeckend verbreitet und fehlt in Kontinentaleuropa lediglich in den Niederlanden, Schweden, Finnland, der Oblast Kaliningrad, Litauen, Belarus und im westlichen europäischen Gebiet Russlands, außerdem fehlt sie auf der russischen Doppelinsel Nowaja Semlja, in Franz-Josef-Land, auf der Inselgruppe Spitzbergen und Island.
In Deutschland liegt der Verbreitungsschwerpunkt der Gewöhnlichen Steinplattenspinne vor allem im Mittelgebirge, wo die Art recht häufig anzutreffen ist. Im Gegensatz dazu ist sie in den flacheren Gebieten Norddeutschlands seltener. In Großbritannien ist sie vor allem in der südlichen Hälfte der Insel weit verbreitet, während sie nach Norden hin lückenhaft und sehr verstreut vorkommt. In Großbritannien wurde die Spinne in Höhen von bis zu 518 Metern über dem Meeresspiegel nachgewiesen.

### Lebensräume und Unterscheidungen von denen anderer mitteleuropäischer Steinplattenspinnen
Die Gewöhnliche Steinplattenspinne bewohnt eine Vielzahl an Habitaten (Lebensräumen), zeigt jedoch eine Bevorzugung für steinige Lebensräume, wie Geröll und trockenere Bereiche hinter Kiesstränden. Daneben bewohnt sie eine Vielzahl trockener Gebiete wie Magerrasen, Halb- wie Trockenrasen, Zwergstrauch- und Wacholderheiden, Küstendünen, Steinbrüche und lichte trockene Nadel- und Laubwälder sowie trockene Ruderalvegetation genauso wie feuchte Areale, darunter Moore, Sümpfe sowie auf Feucht- und Frischwiesen. Auch in Halden und Heiden wurde die Art nachgewiesen. Gleiches gilt für Sträucher. Gemieden werden allerdings intensiv genutzte Grünlandflächen und Äcker sowie dichte und dunkle Wälder. Darüber hinaus weist die Gewöhnliche Steinplattenspinne eine Synanthropie (Anpassung menschlicher Siedlungen) auf und ist deshalb auch in Gebäuden anzutreffen. Auch in Gärten und Brachen, in denen ausgediente Baumaterial und Kleidung abgelegt wurden, kann die Art vorgefunden werden.
Neben den morphologischen (Struktur und Form betreffenden) Merkmalen kann die Gewöhnliche Steinplattenspinne auch anhand ihrer Habitate von den anderen in Mitteleuropa vertretenen Steinplattenspinnen (Drassodes) differenziert werden, wobei auch hier die Kupferne Steinplattenspinne (D. cupreus) einige Gemeinsamkeiten mit der anderen Art aufweist. Die Kupferne Steinplattenspinne kommt bevorzugt unter Steinen in trockenen Lebensräumen vor. Sie ist wie die Gewöhnliche Steinplattenspinne synanthrop und bewohnt die Nähe von Gebäuden und darüber hinaus Gärten sowie ehemalige industrielle Standorte. Darüber hinaus kann diese Art häufig in Kies- und Sanddünen an der Küste angetroffen werden. Die Kupferne Steinplattenspinne bevorzugt aber im Gegensatz zur Gewöhnlichen Steinplattenspinne Heide- und ältere Graslandschaften. Die Haarige Steinplattenspinne (D. pubescens) zeigt ähnlich wie die Kupferne Steinplattenspinne eine Bevorzugung von Heide- und Graslandschaften sowie darüber hinaus von Wäldern auf. Aber auch sie bewohnt ähnlich wie die Gewöhnliche Steinplattenspinne trockene bis moorige Gebiete, die von Felssteppen, Grasfluren und Heiden bis zu lichten Nadel- und Laubwälder reichen können, zumal die Art vom Tiefland bis in den alpinen Bereich vorkommt. In Deutschland ist die Haarige Steinplattenspinne verglichen mit der anderen Art auch im Norden häufig anzutreffen. Die Struppige Steinplattenspinne (D. villosus) kommt laut Wolfgang Nentwig, Theo Blick, Robert Bosmans, Daniel Gloor, Ambros Hänggi und Christian Kropf ausschließlich in trockenen Kiefernwäldern vor.

### Gefährdung
Die Bewertung der Populationsgefährdung der Gewöhnlichen Steinplattenspinne wird je nach Land unterschiedlich gewertet. In der Roten Liste gefährdeter Arten Tiere, Pflanzen und Pilze Deutschlands (2016) wird die Art als „ungefährdet“ gewertet. In Deutschland gilt sie allgemein als sehr häufig und ihre Bestände sowohl lang- als auch kurzfristig gleichbleibend. Die Wertung der Bestandssituation hat sich seit der vorherigen Version dieser Roten Liste aus dem Jahr 1996 nicht geändert. In der Roten Liste der Spinnen Kärntens (1999) wird die Spinne in gleicher Kategorie erfasst.
Ähnlich wie in Deutschland und in Kärnten wird die Gewöhnliche Steinplattenspinne in der Roten Liste Großbritanniens (2017) nach IUCN-Maßstab in der Kategorie LC („Least Concern“, bzw. nicht gefährdet) erfasst. Selbiges ist bei der Roten Liste der Spinnentiere (Arachnida) Norwegens (2015) der Fall, während die Art in der Roten Liste der Spinnen Tschechiens (2015) in Anbetracht der dortigen Bestandssituation in der Kategorie ES („Ecologically Sustainable“, bzw. ökologisch anpassbar) gelistet ist.

## Lebensweise

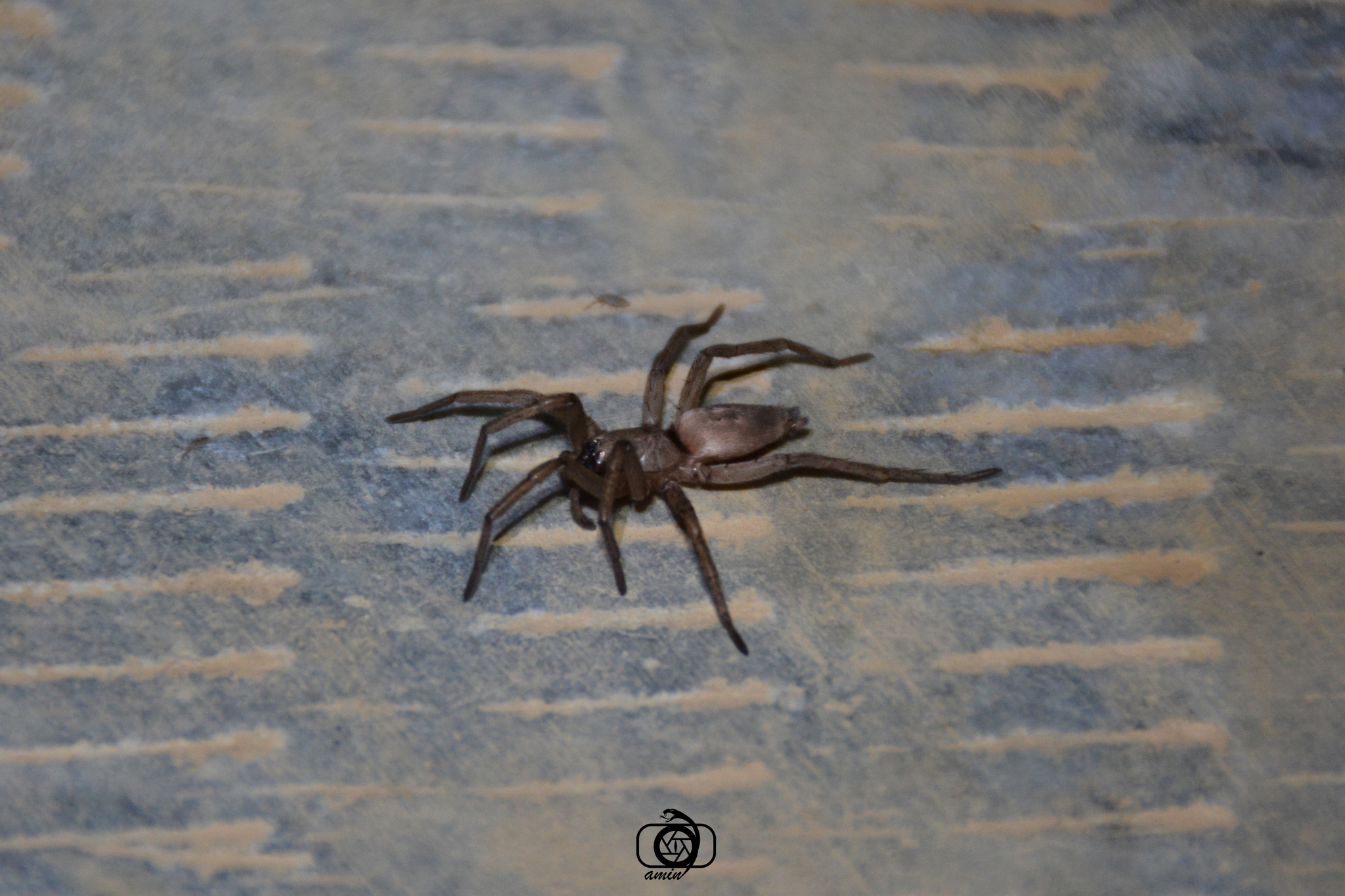
Aktives Weibchen in der Nacht

Die Gewöhnliche Steinplattenspinne ist wie alle Steinplattenspinnen (Drassodes) nachtaktiv und hält sich am Tag unter Steinen, liegendem Totholz und vereinzelt unter loser Rinde verborgen. Gelegentlich hält sie sich auch in der Streuschicht auf. Überdies ließ sich die Spinne in der Moosschicht und Flechten oder in Grasbulten nachweisen. Die Art legt dort ein für Plattbauchspinnen (Gnaphosidae) typisches Wohngespinst an, das als Rückzugsort während der Inaktivität am Tag bezogen wird. Da dessen Seidendecke recht dünn ist, ist die Spinne durch das Gespinst gut zu erkennen.

### Jagdverhalten und Beutespektrum sowie individuelle Verhaltensmuster bei der Jagd
Die Gewöhnliche Steinplattenspinne lebt wie alle Spinnen räuberisch und nutzt wie andere Plattbauchspinnen (Gnaphosidae) kein Spinnennetz für den Beutefang, sondern erlegt Beutetiere freilaufend als aktiver Laufjäger. Die Jagd erfolgt ausschließlich in der nächtlichen Aktivitätszeit der Spinne. Während der Jagd hebt die Art das erste Beinpaar an und nutzt es dabei als Fühler, um Beutetiere wahrzunehmen. Findet die Spinne auf diese Art ein kleineres Beutetier auf, wird dieses blitzartig ergriffen und anschließend durch einen mittels der Cheliceren verabreichten Giftbiss getötet. Stößt die Gewöhnliche Steinplattenspinne auf einen stärkeren Kontrahenten, etwa eine andere größere Spinne, zeigt sie ein auf das Erlegen wehrhafterer Beutetiere angepasstes Jagdverhalten. Sie läuft mit erhöhter Geschwindigkeit seitlich an dem Beutetier vorbei und produziert dabei gleichzeitig hinter sich ein breites Gespinstband, das an den Tarsen des Beutetieres fixiert wird und diesem dadurch eine Flucht verhindert. Dann wendet sich die Gewöhnliche Steinplattenspinne nun von hinten wieder dem Gegner zu und springt auf seinen Rücken, um ihn so einen Giftbiss zu versetzen.
Je nach Größe und Beschaffenheit des Beutetieres zeigt die Gewöhnliche Steinplattenspinne verschiedene Verhaltensmuster, die je nach Individuum verschieden ausgeprägt sind. So zeigen sich einige Exemplare beim Beutefang deutlich aggressiver und weniger scheu. In dem Fall wird eine andere Spinne etwa direkt ergriffen und die komplexere Jagdweise kommt nicht zum Einsatz. Bei weniger wehrhaften Beutetieren wie Grillen weisen derartige Individuen dann eine geringere Scheuheit beim Zugriff auf. Scheuere und allgemein friedlichere Exemplare der Gewöhnlichen Steinplattenspinne wenden vornehmlich die komplexere Jagdweise mittels der Spinnseide an. Daneben scheint aber auch die Beschaffenheit der Giftdrüsen des Individuums der Gewöhnlichen Steinplattenspinne eine Rolle bei der Wahl der Jagdweise zu spielen, da die Exemplare, die häufiger überwiegend auf Gift zum Erlegen von Beutetieren setzen, ein größeres Volumen ihrer Giftdrüsen aufweisen. Einzelne Individuen kompensieren möglicherweise den Energieaufwand für die Produktion von Gift und Seide, indem sie ihre Jagdstrategie jeweils wechseln.
Das Beutespektrum der Gewöhnlichen Steinplattenspinne setzt sich aus verschiedenen Insekten und anderen Spinnen zusammen. Insgesamt gilt die Art als euryphag (nicht auf bestimmte Nahrung angewiesen). Sollte es sich bei dem Beutetier um eine andere Spinne handeln, kann diese wesentlich größer als der Jäger selbst ausfallen. So ist es der Gewöhnlichen Steinplattenspinne beispielsweise möglich, die teilweise deutlich größer werdenden Echten Finsterspinnen (Amaurobius) zu erbeuten (zumindest sofern sich diese nicht in ihren Fangnetzen befinden). Insbesondere anhand von Vertretern dieser Gattung ließ sich auch die auf größere Beutetiere angepasste Jagdweise der Gewöhnlichen Steinplattenspinne nachweisen.

### Lebenszyklus und Phänologie
Der Lebenszyklus der Gewöhnlichen Steinplattenspinne ist verglichen mit dem vieler anderer Plattbauchspinnen (Gnaphosidae) gut erforscht. Die Phänologie (Aktivitätszeit) ausgewachsener Individuen der Art umfasst beim Weibchen den Zeitraum zwischen Februar und Oktober sowie zusätzlich den Dezember und beim Männchen den Zeitraum zwischen April und Oktober. Weibliche Exemplare können vereinzelt jedoch das ganze Jahr über präsent sein. Die Hauptaktivitätsphase beider Geschlechter ist im Sommer und im Herbst. Dabei findet die des Männchens besonders im Juni statt.

#### Fortpflanzung
Das Fortpflanzungsverhalten der Gewöhnlichen Steinplattenspinne gliedert sich in das Aufsuchen eines Geschlechtspartners seitens des Männchens, ggf. der Balz und der eigentlichen Paarung. Zuvor gibt ein geschlechtsreifes Männchen wie für Spinnen üblich Sperma auf einem wie bei allen Steinplattenspinnen (Drassodes) als breites und horizontales Band ausgelegtem Spermanetz ab und nimmt es über seine Bulbi auf.
Insbesondere das Paarungsverhalten der Gewöhnlichen Steinplattenspinne ist verglichen mit dem vieler anderer Plattbauchspinnen ausführlich dokumentiert. Das Männchen sucht nun den Unterschlupf eines noch unreifen Weibchens auf und beide Partner verbleiben dann gemeinsam im Wohngespinst des Weibchens. Sobald Letzteres seine Reifehäutung vollzogen hat, findet bereits die Paarung statt. Da die Cuticula (Außenhaut des Exoskeletts bzw. Außenpanzers) des Weibchens zu dem Zeitpunkt noch nicht vollends ausgehärtet ist, kann es das Männchen nicht angreifen, sodass Letzteres aufgrund von dessen sexuellem Kannibalismus nicht ausgesetzt sein kann. Treffen beide Geschlechtspartner im Freien aufeinander, wird ein Balzverhalten eingeleitet, bei dem sich das Männchen frontal mit ausgestrecktem Beinpaar dem Weibchen nähert und die Beine tastend auf und ab bewegt. Sobald das Männchen das Weibchen berührt, wird dieses versuchen, das Männchen mehrmals anzugreifen, wobei es jedes Mal zurückweicht. Sobald das Weibchen seine Angriffsversuche einstellt, erfolgt die Begattung.
Unmittelbar vor der Paarung besteigt das Männchen das Weibchen von vorne. Die Kopulation findet bei der Gewöhnlichen Steinplattenspinne in der für freilaufend jagende Echte Webspinnen (Araneomorphae) typischen Paarungsstellung III statt, bei der sich das Männchen über dem Weibchen befindet und beide Geschlechtspartner in die jeweils entgegengesetzte Richtung blicken. Um die eigentliche Insertion (Einfuhr) eines einzelnen Bulbus in die Epigyne des Weibchens zu ermöglichen, dreht das Männchen das Opisthosoma seines Geschlechtspartners geringfügig zur Seite, ehe es besagten Bulbus in die Epigyne des Weibchens einführt. Anschließend wiederholt es diesen Vorgang abwechselnd einige Male. Diese regelmäßigen Insertionen geschehen im Falle dieser Art recht zügig und auch der Wechsel erfolgt demzufolge schnell.

#### Eiablage und Schlupf der Jungtiere

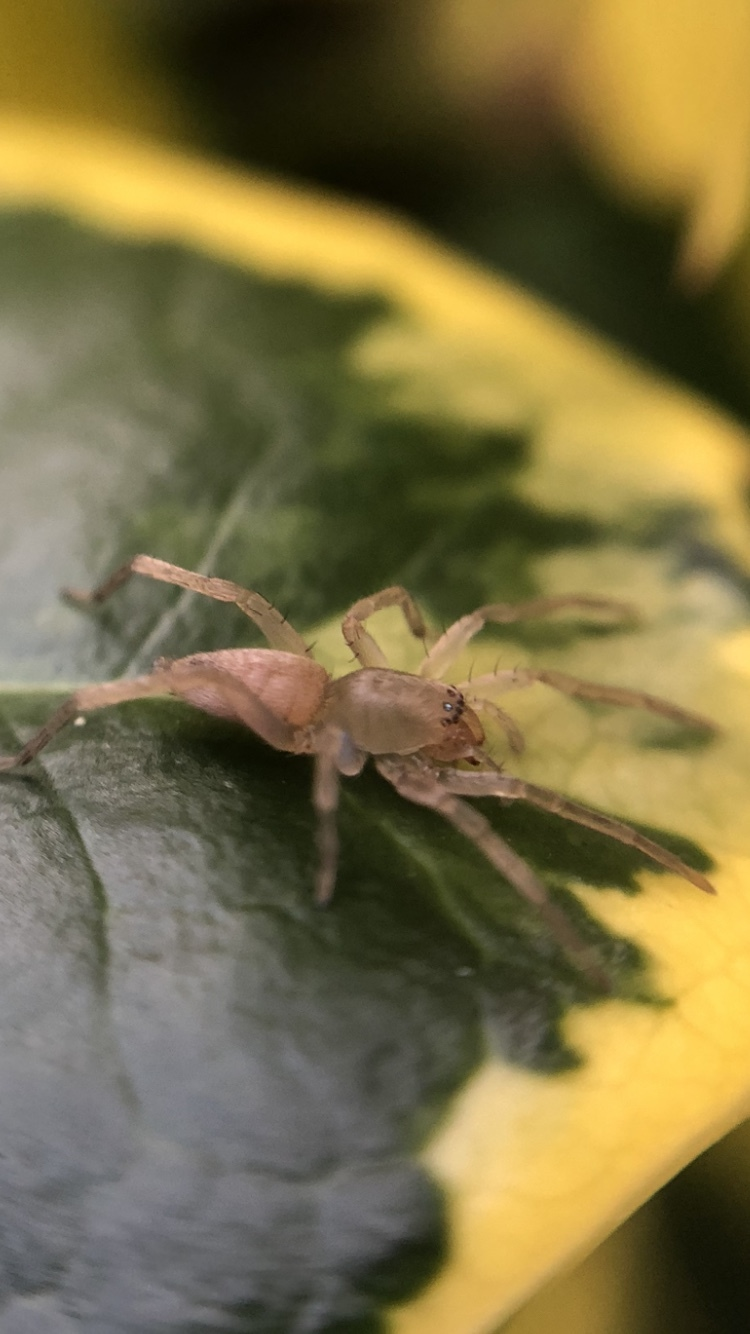
Jungtier

Ein begattetes Weibchen der Gewöhnlichen Steinplattenspinne legt einen flachen, weißen Eikokon an und bewacht diesen in einem dafür angelegten Brutgespinst. Dafür hält es den Kokon zwischen den Beinen fest. Es betreibt also Brutpflege und nimmt ab diesem Zeitpunkt keine Nahrung mehr zu sich. Das Brutgespinst ist allseits umschlossen und gleicht anderweitig dem Wohngespinst. Wird das Brutgespinst beschädigt, verlässt das Weibchen dieses mitsamt dem Eikokon und legt ein neues an, das sich auch unmittelbar neben dem vorherigen befinden kann.
Für gewöhnlich bewacht das Weibchen seine einige Zeit nach dem Fertigen des Eikokons geschlüpften Jungtiere nicht mehr. Vereinzelt wurden aber Weibchen mit bereits geschlüpften Nachkommen im Brutgespinst nachgewiesen. Die darauf folgenden Prozesse des Lebenszyklus wie das Heranwachsen der Jungtiere und die Lebenserwartung sind bei der Gewöhnlichen Steinplattenspinne nicht bekannt.

## Systematik
Die Systematik der Gewöhnlichen Steinplattenspinne wurde seit ihrer 1802 von Charles Athanase Walckenaer durchgeführten Erstbeschreibung mehrfach geändert. Der Artname lapidosus ist ein lateinisches Adjektiv und bedeutet übersetzt „steinig“. Er deutet auf den geläufigen Fundort der Spinne hin der Unterseite von Steinen an. Die Gewöhnliche Steinplattenspinne ist außerdem die Typusart der Steinplattenspinnen (Drassodes).

### Beschreibungsgeschichte
Walckenaer ordnete die Gewöhnliche Steinplattenspinne, wie es damals bei Spinnen üblich war, innerhalb der Gattung Aranea unter der Bezeichnung A. lapidosa ein. Der gleiche Autor transferierte die Art drei Jahre später zu den Eigentlichen Sackspinnen (Clubiona) unter der Bezeichnung C. lapidicolens. Anschließend erhielt sie von verschiedenen Autoren mehrmals verschiedene Bezeichnungen und taxonomische Umstellungen. Nicolas Westring ordnete die Gewöhnliche Steinplattenspinne erstmals unter der Bezeichnung D. lapidicola den Steinplattenspinnen (Drassodes) zu, die heute gängige Bezeichnung D. lapiduósus fand erstmals 1893 unter Eugène Simon Anwendung. Seit einer weiteren Anwendung dieser Bezeichnung 1931 seitens Eduard Reimoser ist diese die durchgehend benutzte der Spinne.

### Mit der Gewöhnlichen Steinplattenspinne synonymisierte ArtDrassodes pirini
1921 beschrieb Pencho Drensky die von ihm ebenfalls zu den Steinplattenspinnen (Drassodes) gerechnete Art D. pirini. Diese wurde 2001 von Christo Deltshev und Gergin A. Blagoev mit der Gewöhnlichen Steinplattenspinne synonymisiert und verlor somit ihren Artstatus. Dafür führten beide Autoren eine Revision von Drensky’s Werken und deckten dabei einige fehlerhafte Identifikationen auf. Als eine davon erwies sich auch die einstige Art D. pirini, die von Deltshev und Blagoev als die von Drensky falsch bestimmte Gewöhnliche Steinplattenspinne herausstellte.

### Drassodes lapidosus bidens
Die Gewöhnliche Steinplattenspinne hat neben der Nominatform die 1878 von Simon in Frankreich beschriebene Unterart D. l. bidens, von der jedoch nur das Männchen bekannt ist. Von der Nominatform unterscheidet sich die Unterart etwa durch die Zähnung der Cheliceren, da diese hier dorsomarginal (oben seitlich) mit je einem starken, spitzen und subapikal (unter der Spitze) angelegten Zahn besetzt ist. Dieser ist leicht in anteriore Richtung gewölbt und durch eine schmale Kerbe von der Basis des jeweiligen Klauenglieds getrennt. Der zweite Zahn befindet sich fast in gleichem Abstand vom subapikalen und dem dritten basalen (an der Basis gelegenen). Die Tarsaklauen sind kaum länger oder etwas kürzer als die Bulbi. Die Tibiaapophyse eines einzelnen Pedipalpus ist ventral betrachtet fast oder in seltenen Fällen genauso lang wie der Durchmesser der Tibien. Die Apophyse ist schräg zur anterioren Lage gerichtet, nicht gebogen, gelbbraun gefärbt und sehr spitz. Am Innenrand verläuft sie gerade, in der Basalhälfte nach außen hin jedoch leicht konvex.

### Mögliche Synonymisierung der Kupfernen Steinplattenspinne mit der Gewöhnlichen Steinplattenspinne
Die taxonomische Stellung der ebenfalls zu den Steinplattespinnen (Drassodes) zählenden Kupfernen Steinplattenspinne (D. cupreus) und der Gewöhnlichen Steinplattenspinne wurde aufgrund der sehr starken Ähnlichkeiten beider Arten zueinander in der Vergangenheit immer wieder kontrovers diskutiert und eine Synonymisierung dieser Arten zu einer erwogen. Ute Grimm fasste beide Arten bereits 1985 zu einer zusammen. Dem gegenüber führte Norman I. Platnick sowohl die Kupferne als auch die Gewöhnliche Steinplattenspinne mitsamt der Unterart D. l. bidens 2006 allesamt als valide Taxa auf.
Zuletzt widmeten sich 2006 Angelo Bolzern und Ambros Hänggi dieser Thematik und untersuchten dafür 116 männliche und 108 weibliche Exemplare beider Arten, die in Mitteleuropa vorgefunden wurden. Beide Autoren kamen jedoch zum Schluss, dass morphologische Abgrenzungen zwischen den jeweiligen Individuen der Gewöhnlichen und der Kupfernen Steinplattenspinne nicht eindeutig vorhanden waren und somit eine klare Abgrenzung beider Arten voneinander nicht möglich ist. Die uneinheitliche Behandlung beider Taxa und die je nach Autor variierenden Bestimmungsschlüssel dieser machen jedoch eine Synonymisierung vorerst nicht möglich. Bolzern und Hänggi schlugen deshalb vor, tiefergreifende Analysen dieser Arten unter Einbezug präziserer Merkmale wie den Feinstrukturen der Geschlechtsorgane anhand umfangreicherem Untersuchungsmaterial durchzuführen, um Gewissheit über dieses Thema verschaffen zu können.

## Bissunfälle und Symptome
Bisse der Gewöhnlichen Steinplattenspinne beim Menschen sind belegt, ereignen sich aber selten, da die Art nicht aggressiv ist und sich nur mit einem Biss zur Wehr setzt, wenn sie bedrängt wird. Als Folge des Bisses tritt eine Hautrötung an der Bissstelle ein. Anderweitige Symptome sind nicht bekannt, sodass die Art für den Menschen als ungefährlich gilt.